# Jiří Kowalík
Jiří Kowalík (Frýdek-Místek, 5 settembre 1977) è un ex calciatore ceco, di ruolo attaccante.

## Palmarès

### Club
- Druhá Liga: 1

Slovácko: 1999-2000

### Individuale
- Capocannoniere della Gambrinus Liga: 1

2002-2003 (19 gol)